# Lemniscia (animal)
Lemniscia es un género de molusco gasterópodo de la familia Hygromiidae en el orden de los Stylommatophora.

## Especies
Las especies de este género son:
- Lemniscia calva
- Lemniscia galeata
- Lemniscia michaudi